# Brachythecium decurrens
Brachythecium decurrens är en bladmossart som beskrevs av Cardot in Grandidier 1915. Brachythecium decurrens ingår i släktet gräsmossor, och familjen Brachytheciaceae. Inga underarter finns listade i Catalogue of Life.